# Mayo GAA
Le Mayo County Board of the Gaelic Athletic Association ou plus simplement Mayo GAA (en irlandais Cumann Luthchleas Gael Coiste Maigh Eo) est une sélection de sports gaéliques basée dans la province du Connacht. Elle est responsable de l’organisation des sports gaéliques dans le Comté de Mayo et des équipes qui la représente dans les rencontres inter-comtés. 
Mayo compte trois titres en All-Ireland, mais le dernier date de 1951 et l'équipe de football du comté a connu de nombreuses désillusions dans la compétition majeur du football gaélique irlandais, s'inclinant à six reprises en finale entre 1989 et 2012.
Cette série noire fait de Mayo une équipe réputée pour sa malchance et son incapacité à décrocher le titre suprême.

## Palmarès

### Football gaélique
- All-Ireland Senior Football Championships: 3
  - 1936, 1950, 1951
- National Football Leagues: 11
  - 1934, 1935, 1936, 1937, 1938, 1939, 1941, 1949, 1954, 1970, 2001
- Connacht Senior Football Championships: 46
  - 1901, 1903, 1904, 1906, 1907, 1908, 1909, 1910, 1915, 1916, 1918, 1920, 1921, 1923, 1924, 1929, 1930, 1931, 1932, 1935, 1936, 1937, 1939, 1948, 1949, 1950, 1951, 1955, 1967, 1969, 1981, 1985, 1988, 1989, 1992, 1993, 1996, 1997, 1999, 2004, 2006, 2009, 2011, 2012, 2013, 2014

## Effectif 2013
| N° | Nom              | Poste                   | Naissance       | Club                |  |
| 1  | Rob Hennelly     | Gardien de but          |                 | Breaffy             |  |
| 2  | Tom Cunniffe     | Arrière droit           |                 | Castlebar Mitchells |  |
| 3  | Ger Cafferkey    | Arrière central         | 5 aout 1987     | Ballina Stephenites |  |
| 4  | Chris Barrett    | Arrière gauche          |                 | Bellmullet          |  |
| 5  | Lee Keegan       | Demi-défensif droit     | 25 octobre 1989 | Westport            |  |
| 6  | Donal Vaughan    | Demi-défensif central   |                 | Ballinrobe          |  |
| 7  | Colm Boyle       | Demi-défensif gauche    |                 | Davitts             |  |
| 8  | Aidan O'Shea     | Milieu                  | 1990            | Breaffy             |  |
| 9  | Séamus O'Shea    | Milieu                  |                 | Breaffy             |  |
| 10 | Kevin McLoughlin | milieu offensif droit   |                 | Knockmore           |  |
| 11 | Keith Higgins    | Milieu offensif central |                 | Ballyhaunis         |  |
| 12 | Alan Dillon      | Milieu offensif gauche  | 1984            | Ballintubber        |  |
| 13 | Cillian O'Connor | Ailier droit            | 1992            | Ballintubber        |  |
| 14 | Alan Freeman     | Avant-centre            | 1989            | Aghamore            |  |
| 15 | Andy Moran       | Ailier gauche           |                 | Ballaghaderreen     |  |

### Staff technique
- Pat Holmes et Noel Connelly, Entraîneurs
- Tom Prendergast, Sélectionneur
- Donie Buckley, Entraineur adjoint
- James Nallen, (Maor Foirne) Entraineur adjoint
- Dr.Sean Moffatt, Médecin
- Liam Moffatt, Physiothérapiste

### Joueurs All Stars
- Willie Joe Padden
- Dermot Flanagan
- Kenneth Mortimer
- James Horan

### Football gaélique féminin
- All-Ireland Senior Ladies' Football Championships : 4
  - 1999, 2000, 2002, 2003
- All-Ireland Senior Ladies' Football Finalists: 2
  - 2001 2007

### Hurling
- Connacht Senior Hurling Championships: 1
  - 1908